# Hans Heyerdahl
Hans Olaf Halvor Heyerdahl (Smedjebacken, 8 luglio 1857 – Oslo, 10 ottobre 1913) è stato un pittore svedese realistico.
Il suo lavoro era caratterizzato dal naturalismo e si concentrò principalmente su ritratti e dipinti di paesaggi.

## Biografia

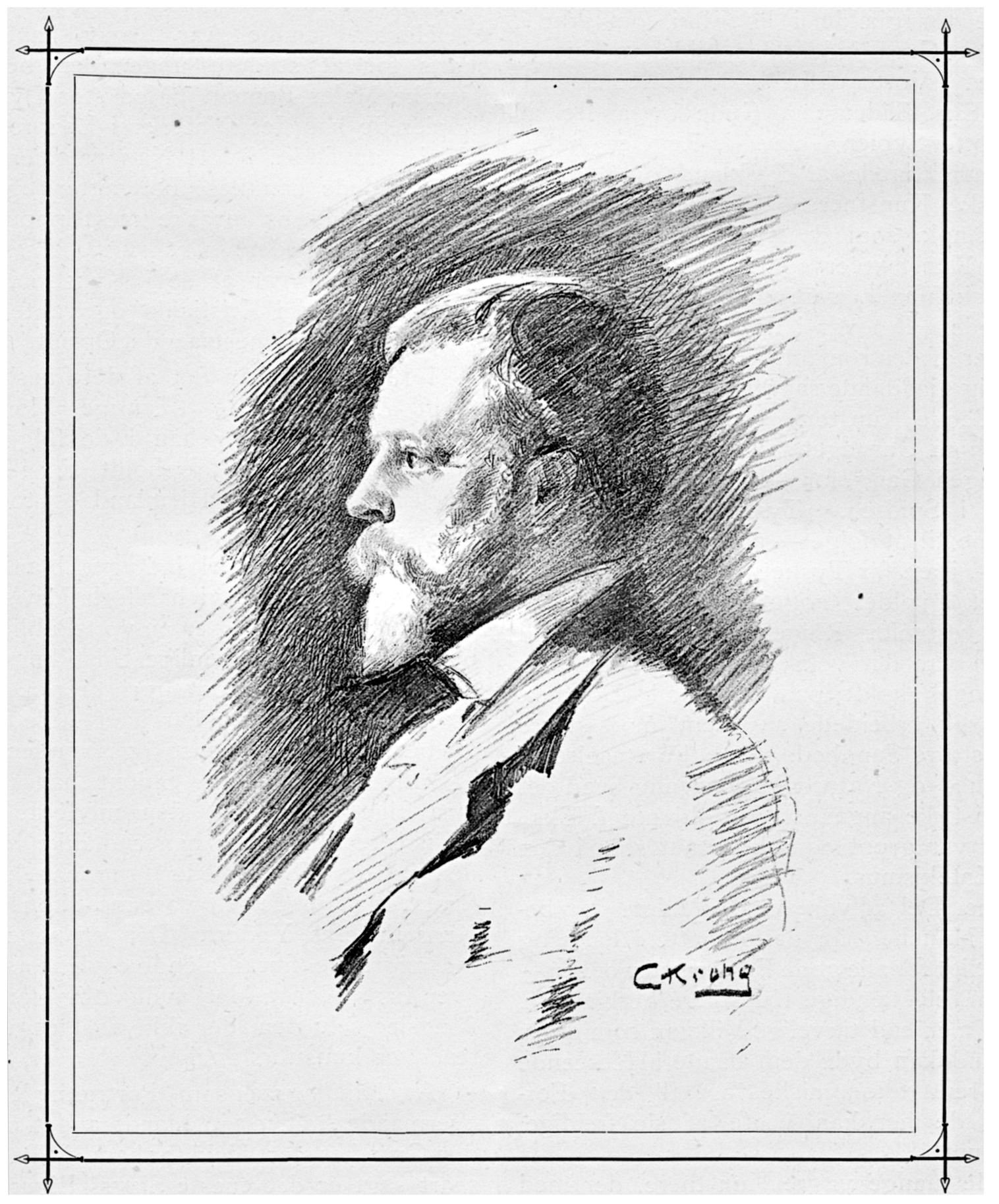
Hans Heyerdahl di Christian Krohg (1891)

Heyerdahl nacque a Smedjebacken, in Svezia. Era il figlio di Halvor Heyerdahl (1825-1900) e Hilda Margretha Haak (1834-1917). Suo padre era un importante ingegnere e architetto. Nel 1859 la famiglia si trasferì a Drammen, dove suo padre assunse l'incarico di ingegnere comunale e capo dei pompieri.
Heyerdahl fu educato a Christiania (ora Oslo), Monaco (1874-77) e Parigi (1878-80). Iniziò la sua formazione con l'intento di seguire le orme di suo padre, ma presto scoprì di essere più attratto dal disegno e dall'arte. Nel 1873 entrò alla Norwegian National Academy of Craft and Art Industry e studiò con Peder Cappelen Thurmann (1839-1919), un artista del paesaggio formatosi a Düsseldorf. Dal 1874 al 1877 fu iscritto all'Accademia delle belle arti di Monaco di Baviera, dove i suoi professori furono Wilhelm Lindenschmit (1829-95) e Ludwig von Löfftz (1845-1910), che lo incoraggiò a passare dai paesaggi alla pittura storica e ai ritratti.
Dal 1878 al 1882 visse a Parigi e vinse una medaglia classificandosi al terzo posto all'Exposition Universelle per il suo dipinto Adam og Eva drives ut av Paradiset. Terminato nel 1877 sotto la guida di Wilhelm Lindenschmit, presentò l'espulsione di Adamo ed Eva dal Giardino dell'Eden. Debuttò al Salon nel 1879 con un ritratto del compositore Johan Svendsen. Mentre era a Parigi, fu influenzato da Léon Bonnat e iniziò a dipingere all'aperto (En plein air). Nel 1881 il suo lavoro Det døende barn vinse il Grand Prix du Florence al Salon, che gli permise di trascorrere due anni a studiare in Italia.

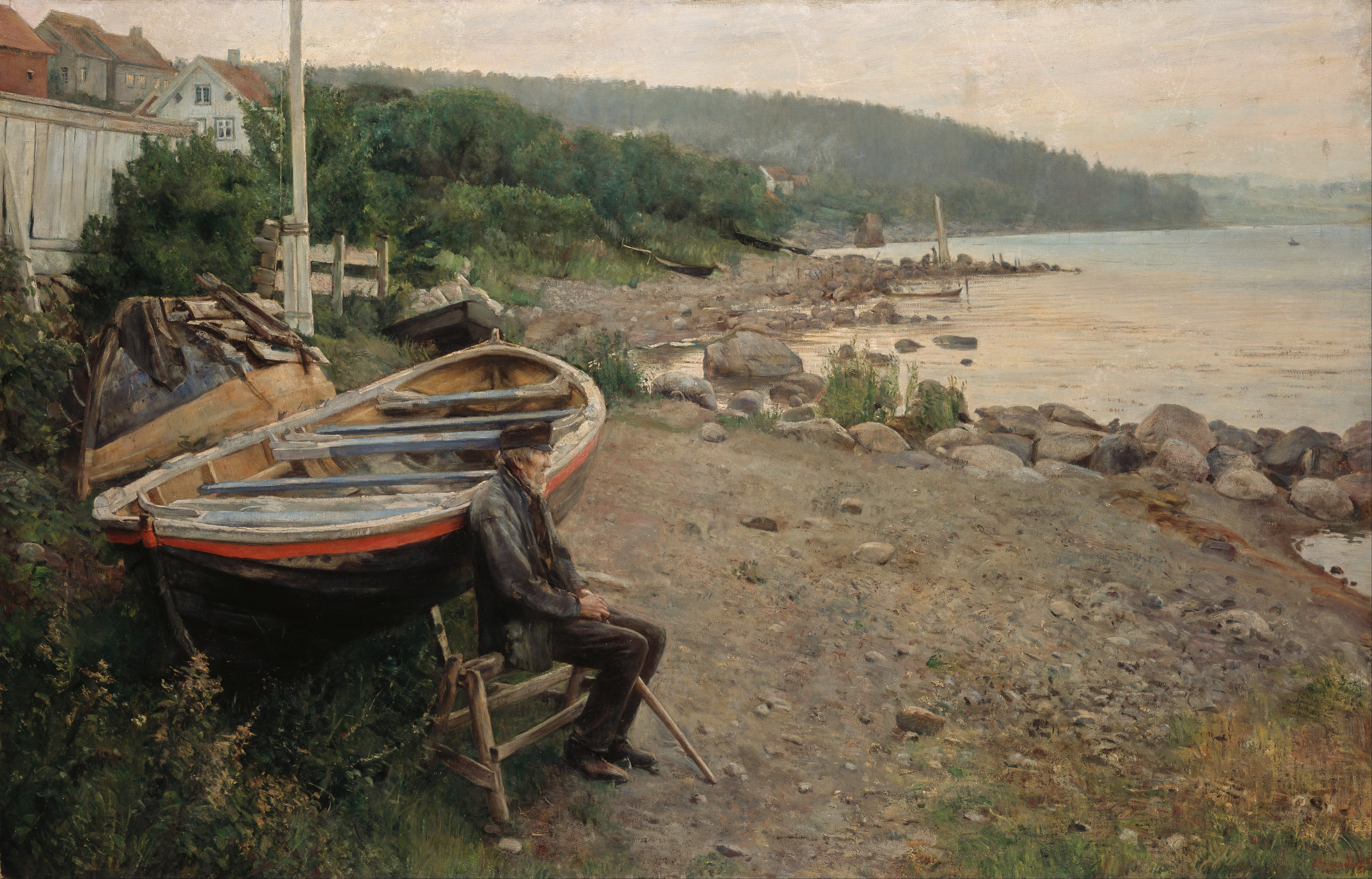
Fra Åsgårdstrand (ca. 1887)

Dopo aver terminato gli studi tornò in Norvegia e si stabilì a Christiania, dove tenne lezioni private di arte per pagarsi gli studi. Fece nascere una scuola di pittura privata insieme a Christian Krohg ed Erik Werenskiold. Trascorreva le sue estati a dipingere ad Åsgårdstrand, dove ispirò Edvard Munch, che stava appena iniziando la sua carriera. Oltre ai suoi paesaggi, realizzò scene della storia norvegese e diversi ritratti di personaggi famosi, tra cui Frits Thaulow (1885), Knut Hamsun (1893) e Henrik Ibsen (1894). Dopo il 1900 trascorse altri sei anni a Parigi, dove i suoi dipinti assunsero un tono più malinconico. Nel 1904 fu nominato Cavaliere nell'Ordine di Sant'Olav. Morì durante il 1913 a Oslo.
La più grande collezione pubblica di immagini di Heyerdahl si trova nella sala Heyerdahl del Museo Drammen. Molte delle sue opere più importanti possono essere ammirate anche al Museo Nazionale dell'Arte, Architettura e Design (Nasjonalmuseet for kunst, arkitektur og design) di Oslo.

## Opere scelte
- Kunstnerviften (Artefatti, 1898)
- Adam og Eva drives ut av Paradiset (Adamo ed Eva cacciati dal paradiso, 1877)
- Det døende barn (Il bambino morente, 1881)
- Maleren Frits Thaulow (Il pittore Frits Thaulow, c.1885)
- Professor Ernst Sars (1886)
- Redaktør Ola Thommessen (Il redattore Ola Thommessen, 1888)
- Ved vinduet (Dalla finestra, 1881)
- Svart-Anna (Anna nera, c.1887)
- Den danske maler Frants Henningsen (Il pittore danese Frants Henningsen, c.1881)
- Den gamle mølle (Il vecchio mulino, 1884)
- Dikteren Henrik Ibsen (Lo scrittore Henrik Ibsen, ca. 1893)
- Dobbeltportrett, kopi etter Bellini (Doppio ritratto da Bellini, 1878-1879)
- Forfatteren Gunnar Heiberg (L'autore Gunnar Heiberg, 1901)
- Fra Åsgårdstrand (Da Åsgårdstrand, ca. 1887)
- Gammel fisker (Vecchio pescatore, 1891)
- Italienerpike (Sacerdote italiano, ca. 1880)
- Karen Marie Bætzmann, née Fougner (c.1880)

## Galleria d'immagini

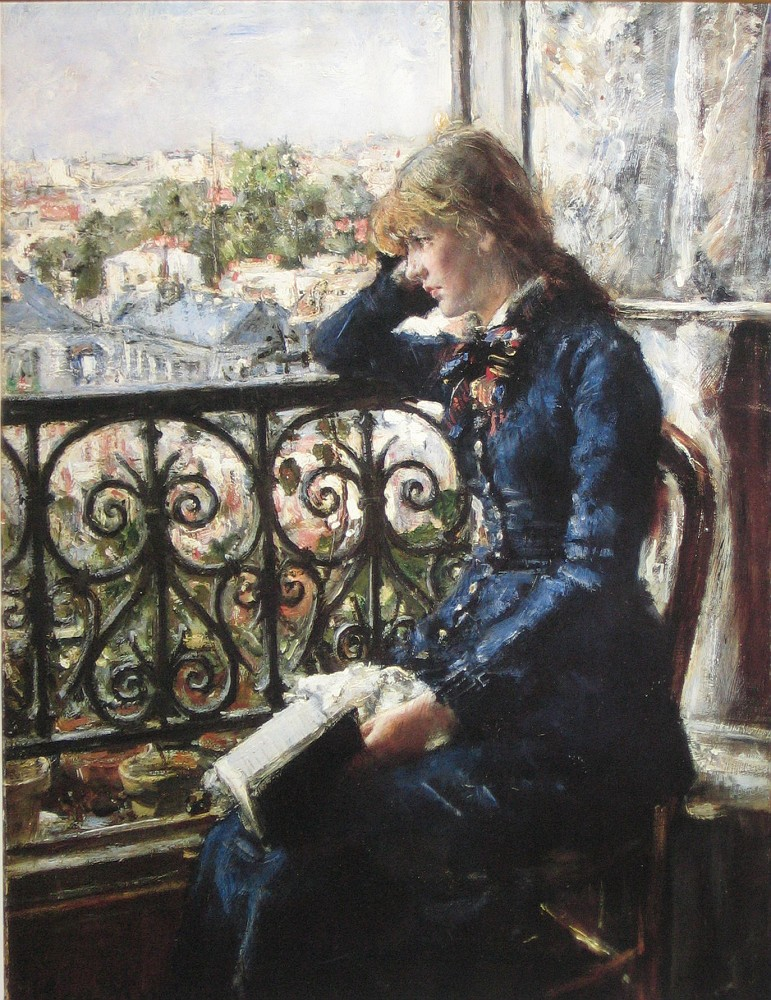
Alla finestra (1881)
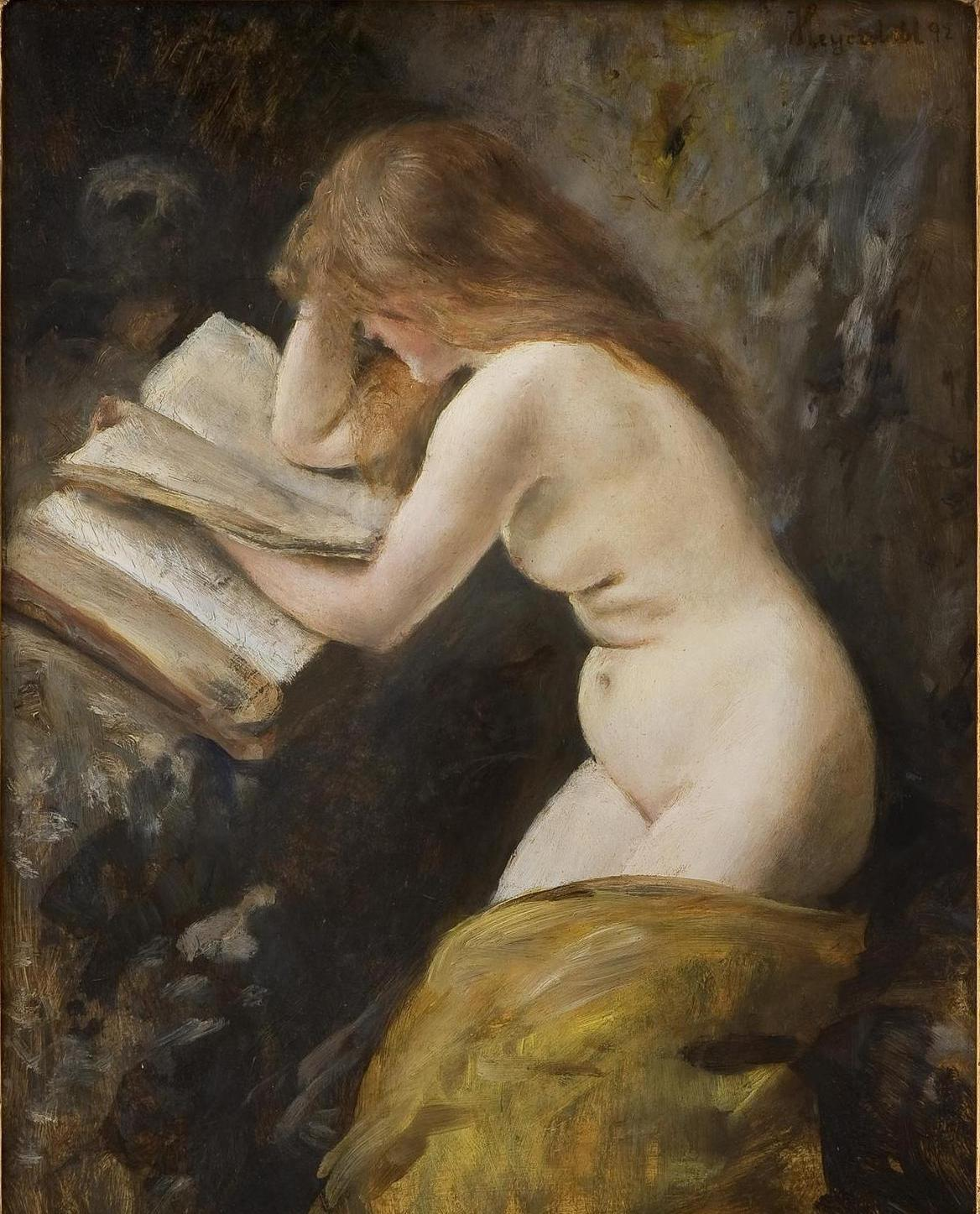
Maria Maddalena (1882)
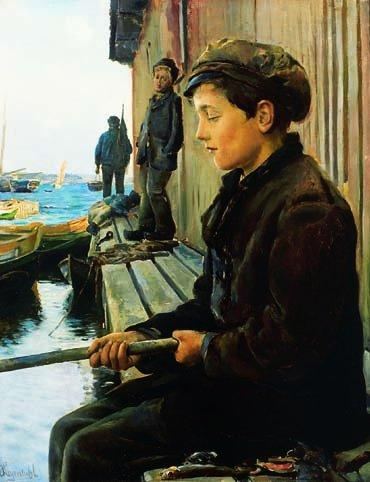
Ragazzo che pesca (1886)
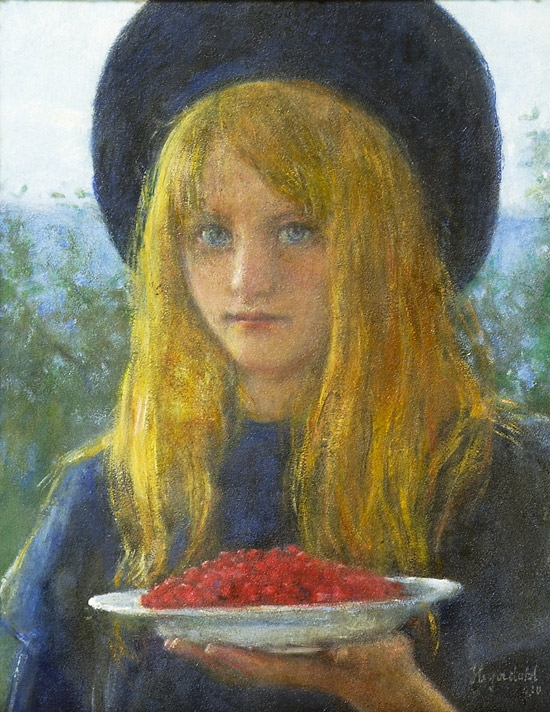
Ragazza con i ribes (c.1890)
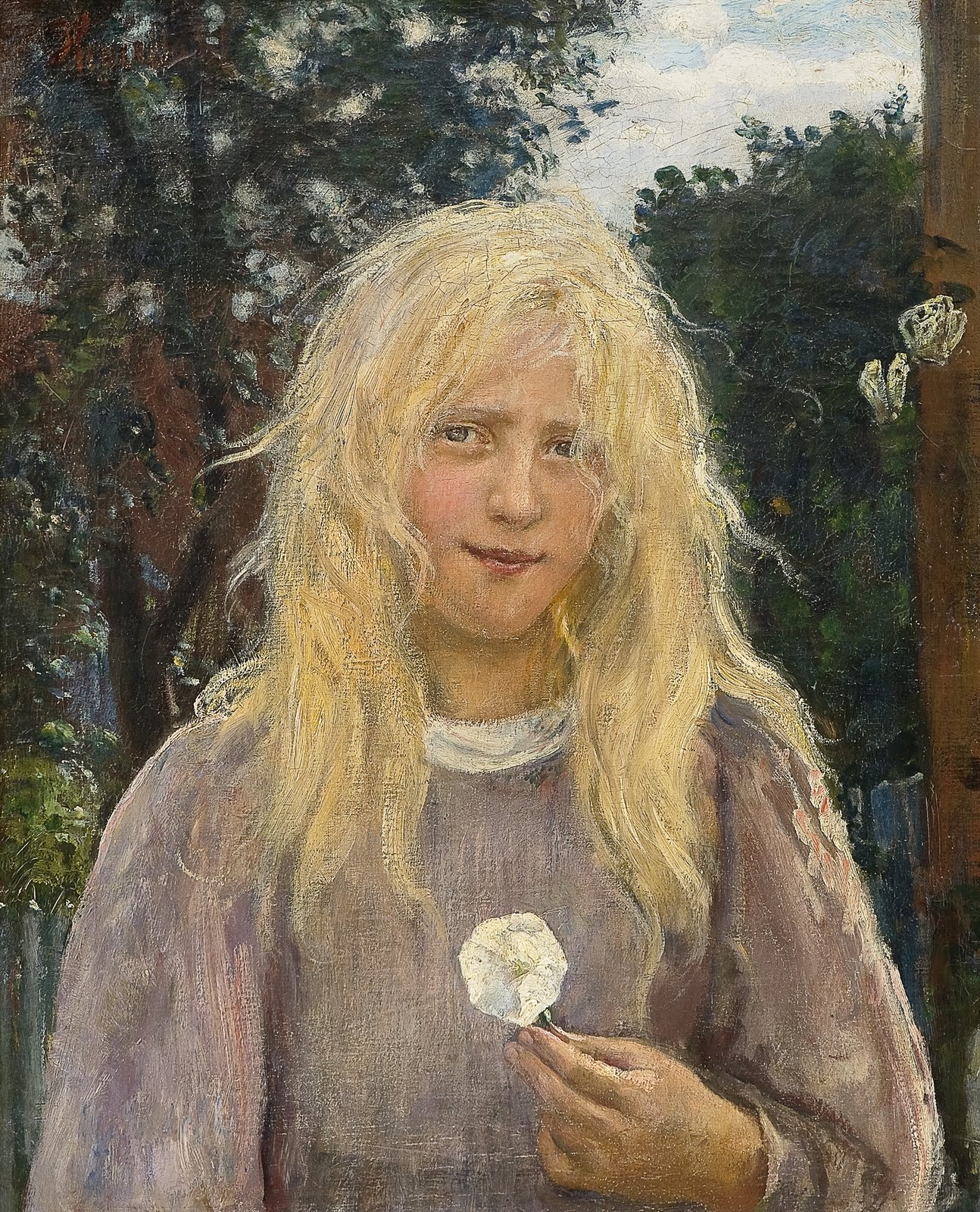
La ragazza con i capelli di lino (c.1890)
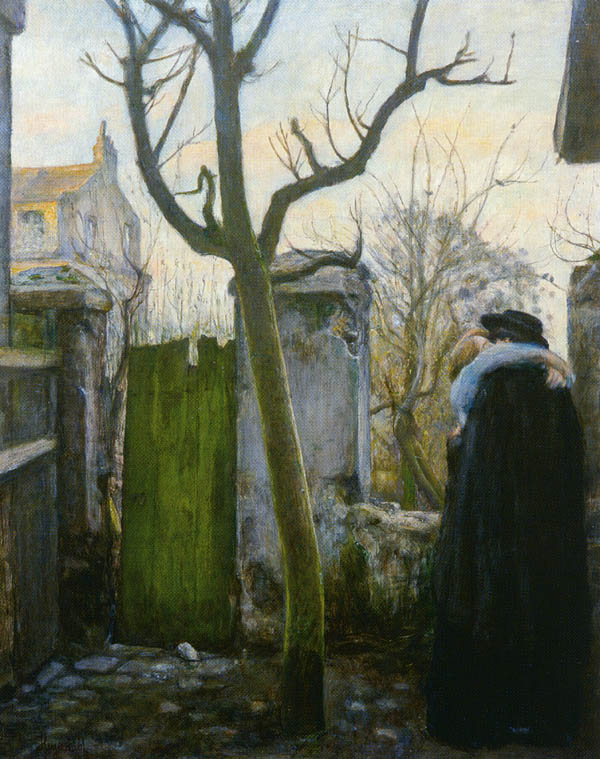
Un idillio (1906)